# Ismael Blanco
Ismael Blanco (Santa Elena, 19 januari 1983) is een Argentijns voetballer die bij voorkeur als aanvaller speelt. Hij verruilde in augustus 2014 CA Lanús voor Barcelona SC. 
Blanco was met dertig doelpunten topscorer in de Argentijnse Primera B Nacional (de tweede divisie van Argentinië) in het seizoen 2006/2007. Hij hielp dat jaar Club Olimpo met promoveren naar de Primera División (Argentinië), de Argentijnse eerste divisie.

## Erelijst
CA Lanus
- Copa Sudamericana

2013
 Barcelona SC
- Campeonato Ecuatoriano

2016